# Gaijin
Gaijin (jap. 外人) lub gaikokujin (jap. 外国人) – dwa różne japońskie słowa o bliskim znaczeniu: „cudzoziemiec”, „obcokrajowiec”, „nie-Japończyk”, „obcy”. Są one często używane zamiennie, a określenie gaijin bywa mylnie uznawane za skróconą, prostszą formę słowa gaikokujin.
Pomiędzy słowami gaijin i gaikoku-jin istnieje jednak pewna różnica. Słowo gaijin oznacza dosłownie „człowieka z zewnątrz”. Jest ono w powszechnym użyciu, ale w zależności od kontekstu ma w swoim tonie pewien wyraz niechęci w stosunku do cudzoziemców. Odnosi się przede wszystkim do białych ludzi lub pochodzących z Zachodu. Natomiast słowo gaikoku-jin to „człowiek z zewnętrznego kraju”. Jest ono bardziej formalne (służy np. jako zapis oficjalny w dokumentach) i uprzejme. 